# Ventrosa
Ventrosa é um município da Espanha localizado na província e comunidade autónoma de La Rioja, de área 72,93 km². Em 2007, tinha uma população de 65 habitantes e uma densidade populacional de 1,13 hab/km².

## Demografia
| Variação demográfica do município entre 1991 e 2004 | Variação demográfica do município entre 1991 e 2004 | Variação demográfica do município entre 1991 e 2004 | Variação demográfica do município entre 1991 e 2004 |
| --------------------------------------------------- | --------------------------------------------------- | --------------------------------------------------- | --------------------------------------------------- |
| 1991                                                | 1996                                                | 2001                                                | 2004                                                |
| 97                                                  | 105                                                 | 90                                                  | 82                                                  |